# シマノ・Tourney
Tourney（ターニー）は、株式会社シマノが開発製造販売するマウンテンバイクおよびロードバイク、一般車向けコンポーネント（部品セット）である。同社の分類ではTourneyはコンフォートコンポーネント、ツーリングコンポーネントとして位置づけられている。

## 概要

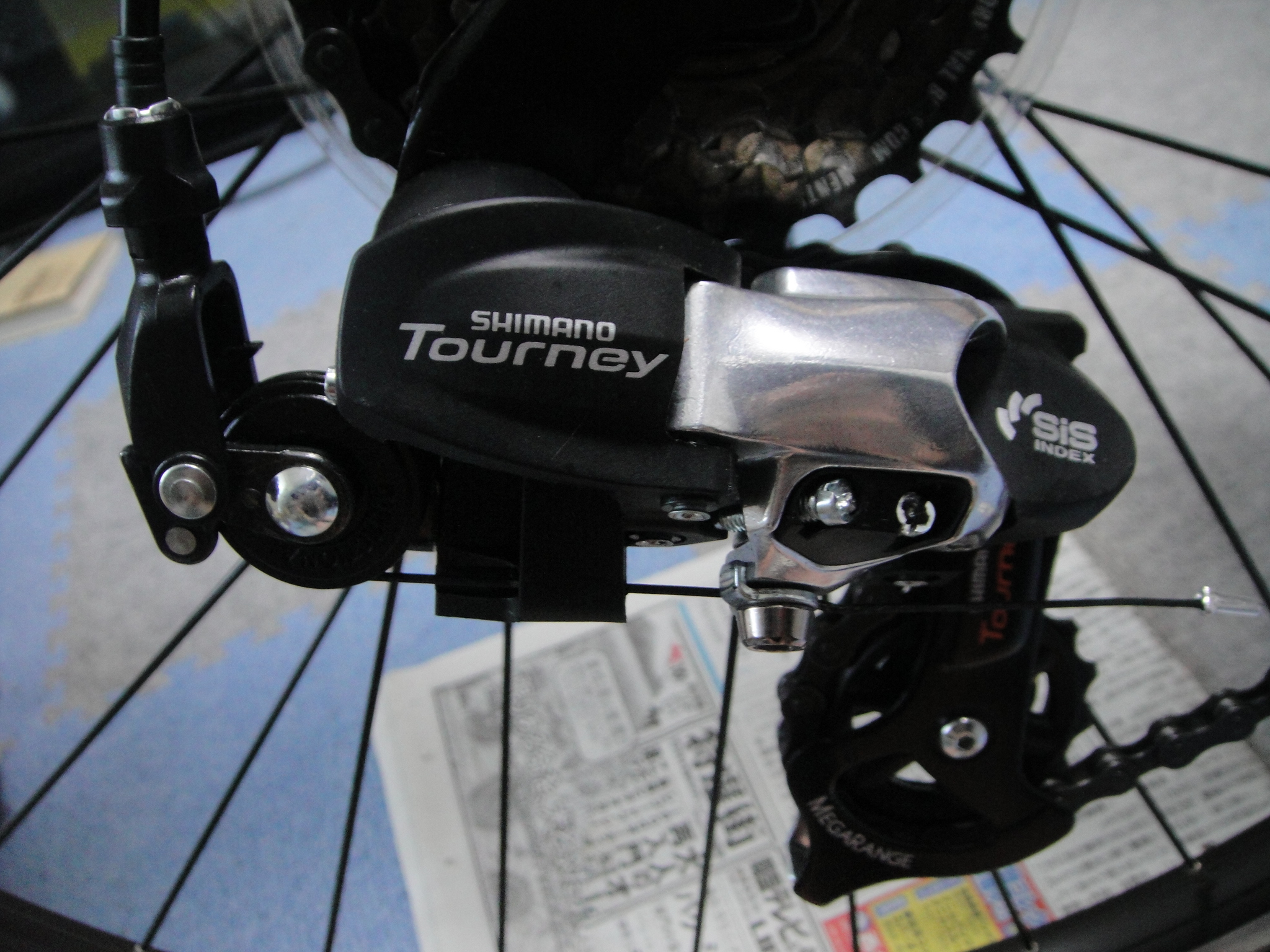
5万円以下の完成車に採用される事が多いリアディレイラーのTX71

シマノの製品群では、もっとも低価格な入門向けコンポーネントであり、もっぱら5万円以下の低価格な完成車やシティーサイクルに用いられている。仕向け先の幅広い要求に対応すべく、TourneyグレードはさらにTX/TY40/TY30/TY22/TY10/TY05の5シリーズに分類され、性能・価格において多彩な製品が供給されている。低価格ながら動作は確実である。
リアディレイラーのTY18、TY22などは3万円以下の安価な自転車やルック車に採用される事が多く、TX51、TX71などは5万円以下の完成車などに採用されることが多い。
2012年に登場したTourney A070では、前身であるA050には無かったデュアルコントロールレバーが追加され、このA070より最廉価のロードバイク用コンポーネントとしてもTourneyの名称が使われるようになった。
リアディレイラーは、通常台座にネジ留めされるが、Tourneyのリアディレイラーは台座に相当するパーツと一体化しており、そのためTourneyのリアディレイラーを前提とした自転車には他のリアディレイラーを留めるためのネジ穴が無い。シマノの他のいくつかのラインのリアディレイラーにオプションとして用意されている部品コードY-52Uあるいは単品で部品コード783614の「リアディレイラーアダプターユニット」はそういった自転車に他のリアディレイラーを取り付けるためのアダプターである。
近年のTourneyグレードは、10速まで使えるようになっているが、最近流通しているTiagraには対応していない。旧式のTiagraかSORAには対応している。

## 「シマノ製パーツ採用」の低価格自転車

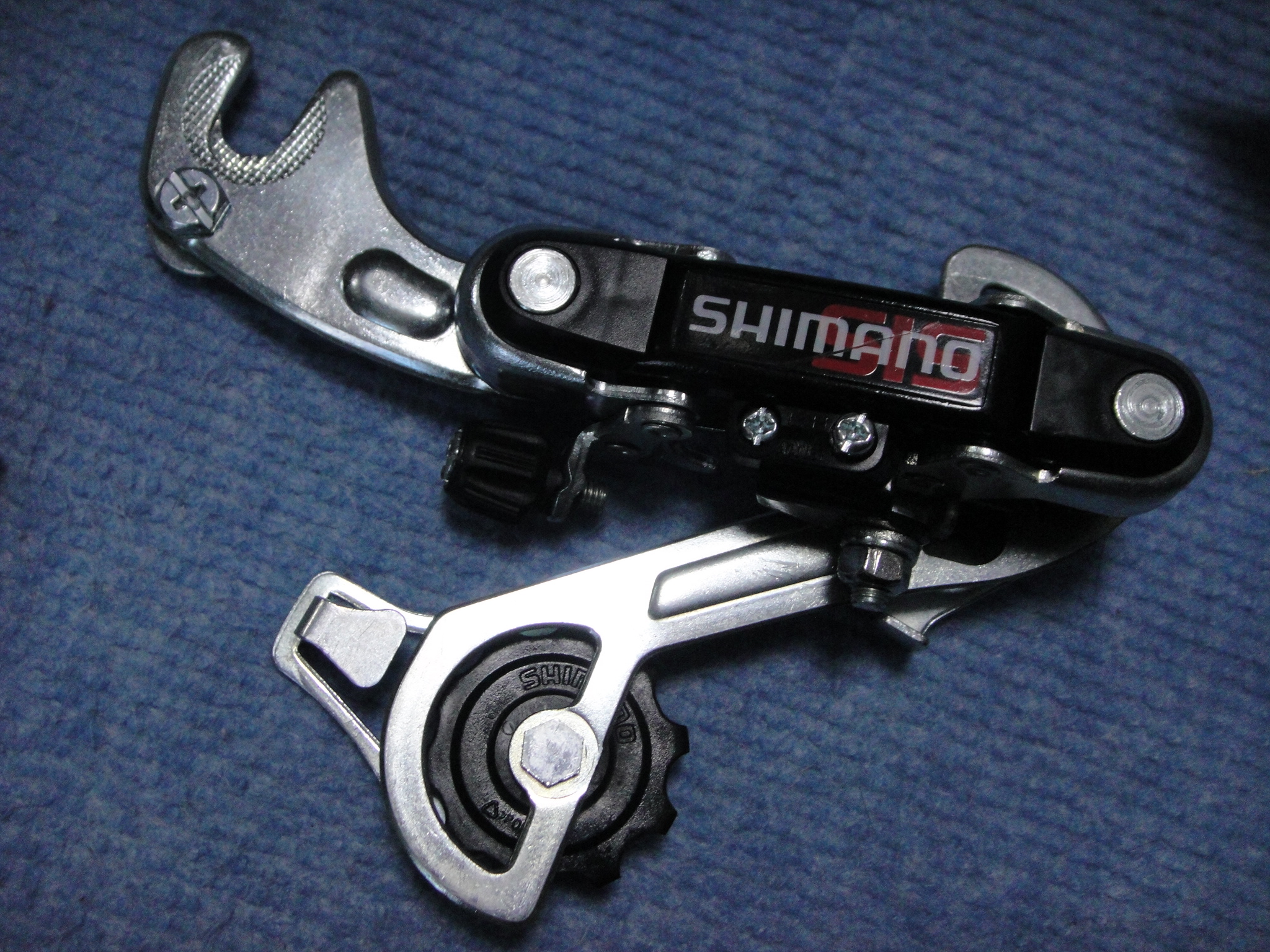
低価格自転車によく採用されていたリアディレイラーのTY18

ホームセンターや通販などの広告を賑わせる「シマノ製パーツ採用」の超低価格自転車に使用されている「シマノ製パーツ」は、もっぱらこのTourneyグレードである。ただし、自転車の性能・安全性はパーツの性能だけでなく、フレームの強度や製作精度、そして販売店による組み立てや整備の状態にも大きく左右される性質のものである。また、消費者の目を引きやすいディレイラーだけが「シマノ製」で、自転車の安全走行上より重要なブレーキには、より安価な（言い換えればより低質な）他社の部品が使われていることも多い（「シマノ製x段変速」という表現をあたかも自転車全体を指すキャッチコピーのように使ったりしている場合がある）。「シマノ製パーツ採用」という表現がそのまま高性能・高品質な自転車を意味するものではない。

## 高木のターニー
高木製作所は、ハブ製造の三光舎と共に戦後を代表する自転車部品メーカであったが、1970年頃の第二次サイクリングブームが下火になった1974年に経営難からか市場から姿を消す。その高木製作所が1970年代初頭に製造していた上位グレード・クランクのブランド名がターニーであった。高木の技術者は、同じ堺の島野工業（現在のシマノ）へ移り、現在のシマノのDuraAceなど高品位クランク製造の基礎を作った。1970年代中ごろに、シマノはターニーの名称でセンタープル・ブレーキを製造しており、これは後のDuraAce-EXセンタープルの原型であり、DuraAce AXセンタープル、現在のDuraAceデュアルピボット・ブレーキにつながる。